# ナタゴラ
ナタゴラ（Natagora）とはフランス生産の競走馬である。おもな勝ち鞍は1000ギニー、チェヴァリーパークステークスなど。2007年度カルティエ賞最優秀2歳牝馬。

## 経歴

### 出自
父ディヴァインライトは日本で競走生活を送り、高松宮記念2着などの成績を残したが、他に似た様な血統構成の活躍馬も多いため種牡馬としては人気が出ず、活路を求めて2003年よりフランスへと渡っていた。しかしフランスにおいても、初年度の種付け頭数はわずか8頭だった。その中から生まれてきたのがナタゴラである。ナタゴラは2006年、フランスの1歳馬市場アルカナセールに上場されたが、父は実績のない新種牡馬であり、母は1勝馬で近親にも目立った活躍馬がいなかった事から、3万ユーロ（約450万円）という安値で落札された。

### 戦績

#### 2歳（2007年）
その後ディヴァインプロポーションズやクロコルージュ等を管理したパスカル・バリーの元に入厩し、2007年5月1日、サンクルー競馬場の一般戦でデビューした。この初戦こそ2着に敗れたものの、2戦目で初勝利。そこから準重賞での勝利を経て、G3ボワ賞、G2ロベール・パパン賞と、いずれも圧倒的1番人気に応えての重賞2連勝を飾った。続いてG1初挑戦となったモルニ賞ではアイルランドから遠征してきた牡馬マイボーイチャーリーに敗れたが、次走はイギリスに遠征しG1チェヴァリーパークステークスに出走。追走するフリーティングスピリットをクビ差競り落とし、G1初勝利を挙げた。その後は翌年のクラシックに備えて休養に入る。休養中の11月14日、ヨーロッパの年度表彰カルティエ賞が発表され、2007年度の最優秀2歳牝馬に選出された。

#### 3歳（2008年）
3歳春に復帰すると、緒戦のアンプリューダーンス賞を快勝し、イギリスの牝馬クラシック競走・1000ギニーへ向かう。戦前は8ハロンの距離を不安視されながらも、オッズは1番人気に推された。レースではスタートから馬群を先導、そのまま後続を抑えてゴールまで逃げ切り、フランス調教馬として史上15頭目・ハトゥーフ以来13年ぶりの1000ギニー優勝を果たした。次走はジョッケクルブ賞（フランスダービー）へ向かう。他厩舎と優先騎乗契約を結んでいたクリストフ・ルメールに代わり、ランフランコ・デットーリを鞍上に迎え、出走馬中ただ1頭の牝馬ながらオッズは3番人気に推された。レースでは先行策から直線で一旦先頭に立ったが、残り200メートルで後続の2頭に交わされヴィジョンデタの3着に終わった。
その後短期の休養を経て夏季に入ったが、ロートシルト賞でゴルディコヴァの3着、続くジャック・ル・マロワ賞ではフランス遠征中の武豊が騎乗し日本のファンからも注目を集めたが、タマユズから2馬身半離された2着と勝ち切れず、秋に入ってのムーラン・ド・ロンシャン賞では6着と初の大敗を喫した。その後フォレ賞2着を経て、年末には香港マイルに遠征したが、ハイペースの先行策から直線で失速し、11着と大敗した。
翌2009年も競走生活の続行が予定されていたが、1月にドバイ副首相ハムダン・ビン＝ラーシド・アール＝マクトゥームへの譲渡が発表され、これに伴い引退、繁殖入りとなった。

### その後
2019年7月30日付のRacing Post紙は、詳報は不明ながらも、ナタゴラが進行性の健康問題のために人道的見地で安楽死の措置が取られたことを報じた。

### 競走成績
| 年月日 | 年月日 | 年月日 | 競馬場           | レース名                   | 格 | 人気 | 着順 | 距離              | タイム  | 着差    | 騎手         | 斤量 | 勝ち馬/（2着馬）  |
| 2007   | 05     | 01     | サンクルー       | ヴァレオーループ賞         |    | 2    | 2着  | 芝900m（重）      |         | 1 1/2身 | J.ムルタ     | 56.5 | Faslen            |
| 2007   | 05     | 19     | シャンティイ     | ローム賞                   |    | 1    | 1着  | 芝1100m（重）     | 1:06.2  | 2 1/2身 | C.ルメール   | 55   | （Fleurina）      |
| 2007   | 06     | 14     | ロンシャン       | フレーシュ賞               | LR | 1    | 1着  | 直線芝1000m（良） | 56.3    | 4身     | C.ルメール   | 55.5 | （Jane Blue）     |
| 2007   | 07     | 01     | メゾンラフィット | ボワ賞                     | G3 | 1    | 1着  | 芝1000m（稍）     | 57.2    | 3/4身   | S.パスキエ   | 54.5 | (Wilki)           |
| 2007   | 07     | 22     | メゾンラフィット | ロベールパパン賞           | G2 | 1    | 1着  | 直線芝1100m（良） | 1:03.02 | 3/4身   | C.ルメール   | 56.5 | （Magritte）      |
| 2007   | 08     | 19     | ドーヴィル       | モルニ賞                   | G1 | 2    | 2着  | 直線芝1200m（重） |         | 2身     | C.ルメール   | 55.5 | Myboycharlie      |
| 2007   | 10     | 05     | ニューマーケット | チェヴァリーパークS        | G1 | 2    | 1着  | 直線芝6f（良）    | 1:11.55 | クビ    | C.ルメール   | 56.2 | (Fleeting Spirit) |
| 2008   | 04     | 14     | メゾンラフィット | アンプリュダーンス賞       | LR | 1    | 1着  | 芝1400m（不）     | 1:29.90 | 1 1/2身 | C.ルメール   | 57   | (Modern Look)     |
| 2008   | 05     | 04     | ニューマーケット | 1000ギニー                 | G1 | 1    | 1着  | 直線芝8f（良）    | 1:38.99 | 1/2身   | C.ルメール   | 57.2 | (Specious)        |
| 2008   | 06     | 01     | シャンティイ     | ジョッケクルブ賞           | G1 | 3    | 3着  | 芝2100m（重）     |         | 1 3/4身 | L.デットーリ | 56.5 | Vison d'Etat      |
| 2008   | 08     | 03     | ドーヴィル       | ロートシルト賞             | G1 | 1    | 3着  | 直線芝1600m（稍） |         | 2 1/2身 | C.ルメール   | 54   | Goldikova         |
| 2008   | 08     | 17     | ドーヴィル       | ジャック・ル・マロワ賞     | G1 | 3    | 2着  | 直線芝1600m（稍） |         | 2 1/2身 | 武豊         | 54.5 | Tamayuz           |
| 2008   | 09     | 07     | ロンシャン       | ムーラン・ド・ロンシャン賞 | G1 | 5    | 6着  | 芝1600m（稍）     |         | 4 3/4身 | C.ルメール   | 54.5 | Goldikova         |
| 2008   | 10     | 04     | ロンシャン       | フォレ賞                   | G1 | 3    | 2着  | 芝1400m（良）     |         | 3身     | C.ルメール   | 56   | Paco Boy          |
| 2008   | 12     | 14     | 沙田             | 香港マイル                 | G1 | 6    | 11着 | 芝1600m（良）     |         | 8 1/2身 | C.ルメール   | 55   | Good Baba         |

※LRは準重賞。

## その他
- ナタゴラの活躍後に開催されたアルカナセールに上場された半妹(Baila Morena)は、同セールの新記録となる33万ユーロ（約5400万円）でナタゴラと同じ馬主に落札された。なお、その父アグネスカミカゼもディヴァインライトと同じく日本からフランスへと輸出された種牡馬であり、父サンデーサイレンス、母の父ノーザンテーストと血統構成もよく似ている。
- 海外競馬評論家の合田直弘は、ナタゴラを評して「どっしりとした重量感は母の父リナミクスの影響を強く感じさせるが、競り合っての強さは明らかにサンデーサイレンスの闘争心を感じさせる」と語っている[7]。

## 血統表
| ナタゴラの血統（サンデーサイレンス系／アウトブリード） | ナタゴラの血統（サンデーサイレンス系／アウトブリード） | ナタゴラの血統（サンデーサイレンス系／アウトブリード） | （血統表の出典）   | （血統表の出典） |
| 父 ディヴァインライト Divine Light 1995 鹿毛           | 父の父*サンデーサイレンス Sunday Silence 1986 青鹿毛   | Halo                                                   | Hail to Reason     | Hail to Reason   |
| 父 ディヴァインライト Divine Light 1995 鹿毛           | 父の父*サンデーサイレンス Sunday Silence 1986 青鹿毛   | Halo                                                   | Cosmah             |                  |
| 父 ディヴァインライト Divine Light 1995 鹿毛           | 父の父*サンデーサイレンス Sunday Silence 1986 青鹿毛   | Wishing Well                                           | Understanding      | Understanding    |
| 父 ディヴァインライト Divine Light 1995 鹿毛           | 父の父*サンデーサイレンス Sunday Silence 1986 青鹿毛   | Wishing Well                                           | Mountain Flower    |                  |
| 父 ディヴァインライト Divine Light 1995 鹿毛           | 父の母メルドスポート 1979 栃栗毛                       | *ノーザンテースト Northern Taste                       | Northern Dancer    | Northern Dancer  |
| 父 ディヴァインライト Divine Light 1995 鹿毛           | 父の母メルドスポート 1979 栃栗毛                       | *ノーザンテースト Northern Taste                       | Lady Victoria      |                  |
| 父 ディヴァインライト Divine Light 1995 鹿毛           | 父の母メルドスポート 1979 栃栗毛                       | シャダイプリマ                                         | *マリーノ          | *マリーノ        |
| 父 ディヴァインライト Divine Light 1995 鹿毛           | 父の母メルドスポート 1979 栃栗毛                       | シャダイプリマ                                         | ナイトアンドデイ   |                  |
| 母 Reinamixa 1994 芦毛                                 | 母の父Linamix 1987 芦毛                                | *メンデス Mendez                                       | *ベリファ          | *ベリファ        |
| 母 Reinamixa 1994 芦毛                                 | 母の父Linamix 1987 芦毛                                | *メンデス Mendez                                       | Miss Carina        |                  |
| 母 Reinamixa 1994 芦毛                                 | 母の父Linamix 1987 芦毛                                | Lunadix                                                | Breton             | Breton           |
| 母 Reinamixa 1994 芦毛                                 | 母の父Linamix 1987 芦毛                                | Lunadix                                                | Lutine             |                  |
| 母 Reinamixa 1994 芦毛                                 | 母の母Reine Margie 1981 栗毛                           | Margouillat                                            | *ダイアトム        | *ダイアトム      |
| 母 Reinamixa 1994 芦毛                                 | 母の母Reine Margie 1981 栗毛                           | Margouillat                                            | Tita               |                  |
| 母 Reinamixa 1994 芦毛                                 | 母の母Reine Margie 1981 栗毛                           | Reine Des Sables                                       | *ミンシオ          | *ミンシオ        |
| 母 Reinamixa 1994 芦毛                                 | 母の母Reine Margie 1981 栗毛                           | Reine Des Sables                                       | Begrolles F-No.4-i |                  |